# Pradera montana y monte alto de Etiopía
La ecorregión de pradera montana y monte alto de Etiopía es una ecorregión de la ecozona afrotropical, definida por WWF, situada en Etiopía y Eritrea; su extremo norte penetra en Sudán.
Junto con la ecorregión del páramo montano de Etiopía forma la región del Macizo Etíope, incluida en la lista Global 200 del WWF.

## Descripción
Es una ecorregión de pradera de montaña con una extensión de 245.400 kilómetros cuadrados. Ocupa el área entre los 1.800 y los 3.000 m s. n. m. del Macizo Etíope, en Etiopía y Eritrea, con dos pequeños enclaves más al norte, en el extremo sur de los montes Itbay, en Eritrea y el sudeste de Sudán. A menor altitud se encuentra la selva montana de Etiopía, y por encima de los 3.000 metros, el páramo montano de Etiopía.

## Flora
Su vegetación natural se compone de selvas cerradas en las zonas húmedas y praderas y monte bajo en las más secas, pero queda muy poco de esta vegetación original. Las zonas de monte bajo abundan en Podocarpus falcatus y Juniperus procera, generalmente con Hagenia abyssinica. La selva de Harenna es una selva húmeda y cerrada de Aningeria y Olea cubierta por lianas y epífitas. Por encima de los 2400 m s. n. m. se encuentra una zona arbustiva con Hagenia, Schefflera y lobelias gigantes. La selva siempre verde de las montañas de Simen, entre 2.300 y 2.700 m s. n. m., está dominada por Syzygium guineense, Juniperus procera y Olea africana.

## Fauna
La mayor parte de la fauna de esta región está adaptada al frío clima de las montañas. 
Entre lo mamíferos destacan el gelada (Theropithecus gelada), el nyala de montaña (Tragelaphus buxtoni), el bushbuck de Menelik (Tragelaphus scriptus meneliki) y la cabra montés de Etiopía (Capra walie), en gravísimo peligro de extinción. También se encuentran en la región el papión oliva (Papio anubis), el colobo blanco y negro (Colobus guereza), el chacal dorado (Canis aureus), el leopardo (Panthera pardus), el león (Panthera leo), la hiena manchada (Crocuta crocuta), el caracal (Caracal caracal), el serval (Leptailurus serval), el duíquero gris (Sylvicapra grimmia), el potamoquero rojo (Potamochoerus porcus) y el cercopiteco verde (Cercopithecus aethiops).

## Endemismos
Entre las aves, sólo el pinzón lineado (Pytilia lineata) es endémico.

## Estado de conservación
En peligro crítico. La vegetación natural ha sido sustituida por cultivos a lo largo de los siglos debido a la elevada densidad de población humana.

## Protección
Sólo se conservan ejemplos de vegetación intacta en el Parque Nacional de las Montañas de Bale, pero la protección no es la adecuada.